# Северо-восточные низинные леса Конго
Северо-восточные низинные леса Конго — экологический регион, частично расположенный на территории Демократической Республики Конго и Центральноафриканской Республики. Статус сохранности экорегиона оценивается как уязвимый, его специальный код — AT0124.

## Ландшафт
Экорегион понижается по высоте над уровнем моря с востока на запад, в растительности происходит постепенный переход от предгорных лесов к низинным. Участки заболоченного леса встречаются по всему экорегиону. На восточной и северо-восточной окраинах рельеф разнообразный, с многочисленными холмами и откосами, высота которых обычно превышает 1000 м над уровнем моря. В западных частях высота над уровнем моря обычно составляет 600 м. Существует также цепь инзельбергов, которая пересекает север экорегиона с востока на запад.

### Рельеф
Восточную и северную окраины экорегиона подстилают породы докембрийского фундамента, южные породы имеют более позднее происхождение, связанное с осадконакоплением в бассейне Конго.

## Климат
В среднем, годовое количество осадков составляет от 1500 до 2000 мм. Осадки носят хорошо выраженный сезонный характер с сухим сезоном с января по март. Наибольшее количество осадков выпадает в долинах в западной части экорегиона, по мере продвижения на восток уровень осадков снижается. Среднегодовая максимальная температура составляет от 27 °C до 33 °C, средняя минимальная — от 15 °C до 21 °C.

## Флора и фауна
Сообщества растений и животных относительно нетронуты.

### Флора
В целом флора разнообразна и имеет относительно высокий уровень эндемизма, имеется много реликтовых видов. Основным типом растительности являются влажные леса с некоторыми предгорными лесами на востоке.

### Фауна
Самый высокий уровень эндемизма среди млекопитающих наблюдается в восточной части экорегиона, 16 видов млекопитающих считаются эндемичными или почти эндемичными. Такие виды включают Chalinolobus alboguttatus, Chalinolobus superbus, Osbornictis piscivora, бородатую мартышку, бурую белозубку, гигантскую генету, горную лесную белозубку, конголезскую белозубку, крысу Мизонне, окапи, совинолицую мартышку, тёмную белозубку и несколько других.
Орнитофауна включает два строго эндемичных вида: Centropus neumanni и золотистый ткач. К почти эндемичным видам относятся Batis ituriensis, Eremomela turneri, Terpsiphone bedfordi, итурийский турач и конголезский павлин, а на восточных окраинах экорегиона — Kupeornis chapini.
Герпетофауна слабо изучена. Среди пресмыкающихся имеется пять эндемичных видов, например, заирский карликовый геккон. Земноводные включают семь эндемичных видов: Hyperolius schoutendeni, Phrynobatrachus gastoni, Ptychadena christyi, кассина Мертенса, лягушка Амье, ночная тростнянка и оливковая лягушка-поросёнок. Ещё девять земноводных считаются почти эндемичными.

## Состояние экорегиона
Население экорегиона наибольшее в его восточной части, вблизи рифта Альбертин, достигая плотности в 50 чел. на км². Почвы и сельскохозяйственный потенциал лучше всего на востоке, эта земля подходит для разведения крупного рогатого скота.
В настоящее время нет точной информации о состоянии местообитаний в экорегионе. Основные угрозы для исходят от добычи полезных ископаемых, особенно золота, алмазов и колтана, лесозаготовок, охоты, сельскохозяйственной вырубки леса и военных действий. Меньше всего угроз в центральной части экорегиона, так как там очень маленькая плотность населения.
Есть несколько охраняемых территорий, но военные конфликты затруднили управление ими.